# 紅嘴牛椋鳥
紅嘴牛椋鳥（學名：Buphagus erythrorhynchus）屬於雀形目椋鳥科椋鳥屬，是一種分布於非洲的牛椋鳥。常棲息於斑馬，非洲水牛，犀牛，巨羚，黑斑瞪羚，河馬，長頸鹿，甚至大象身上，尋找毛髮皮膚中的寄生蟲，扁蝨和皮屑。足型為對稱型，即兩趾朝前，兩趾朝後，這樣就能以任何角度站在草食動物光滑的皮膚表面上。分布於非洲中南部（阿拉伯半島南部，和撒哈拉沙漠以南大部分地區）。紅嘴牛椋鳥是一種季節性繁殖的鳥類，築巢於3~5月和10~12月，在肯亞則於5~7月份繁殖。通常於植物的枝幹上棄置的啄木鳥巢中繁殖。牠們通常成對生活，不過據紀錄，此物種也常成群生活。
生活型態與食性：通常成對生活，不過也會成群生活。常常站在草食動物的身上，啄食寄生蟲，扁蝨與皮屑。
分布：主要分布於非洲中南部的草原以及灌木叢。

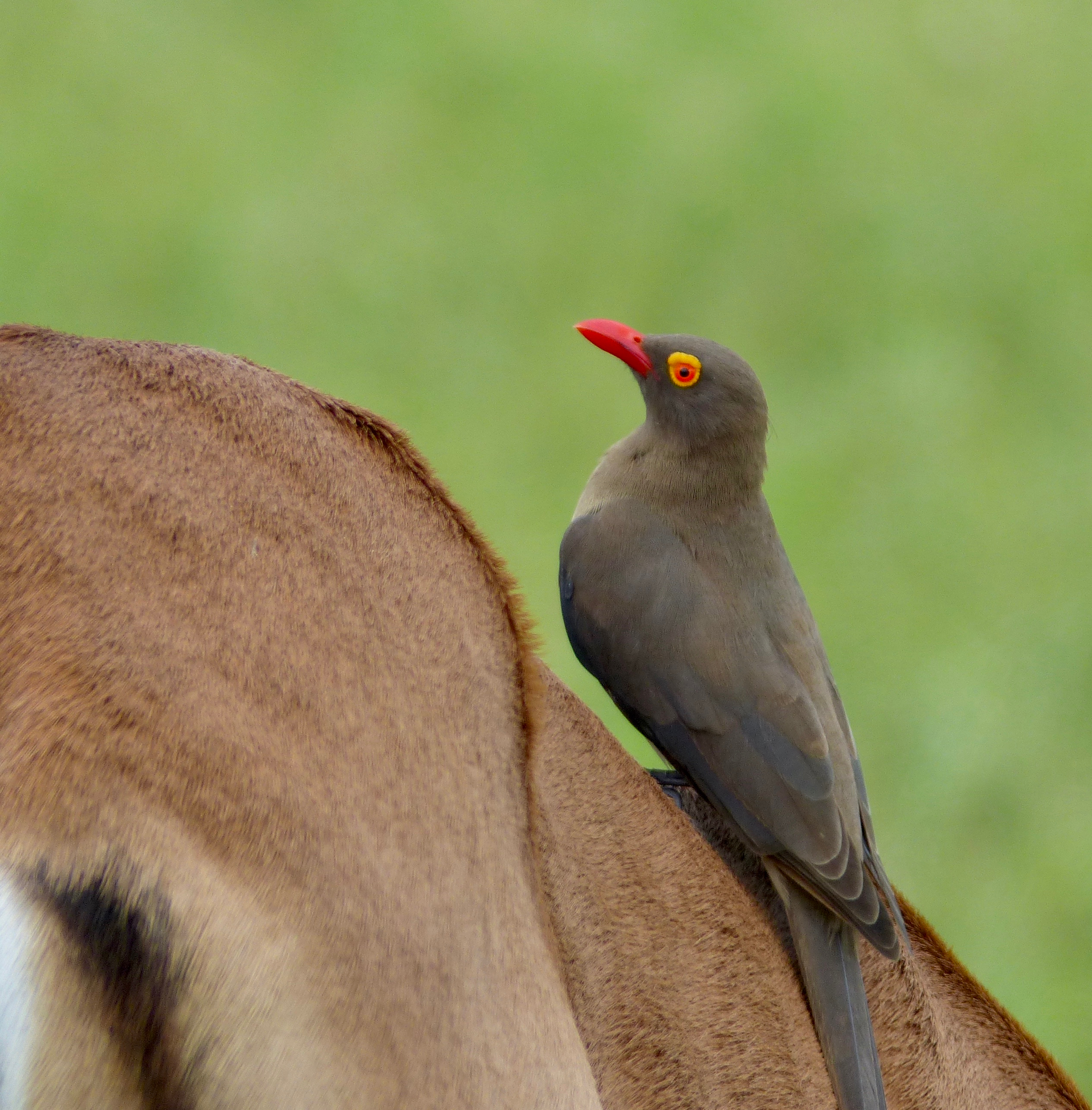

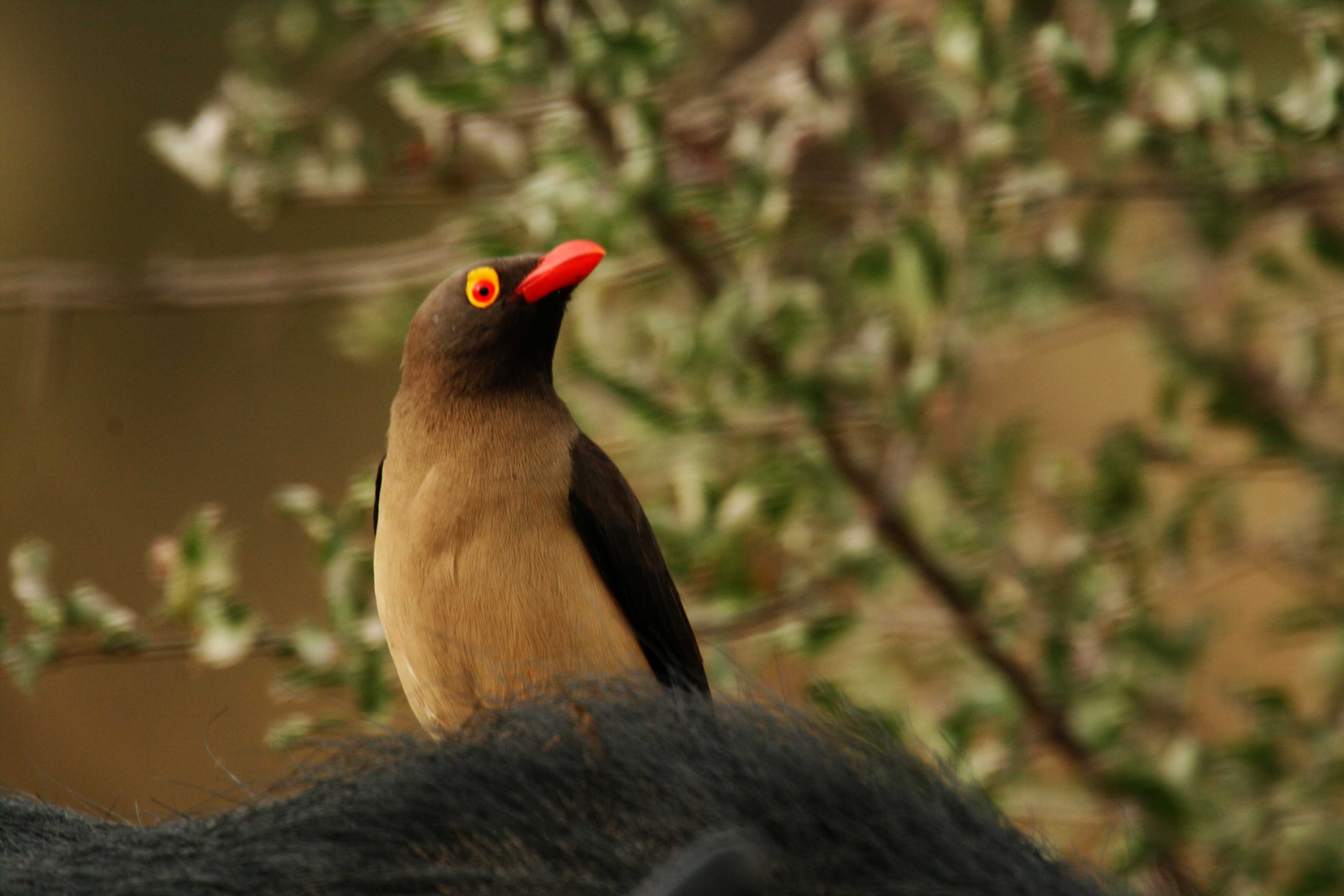

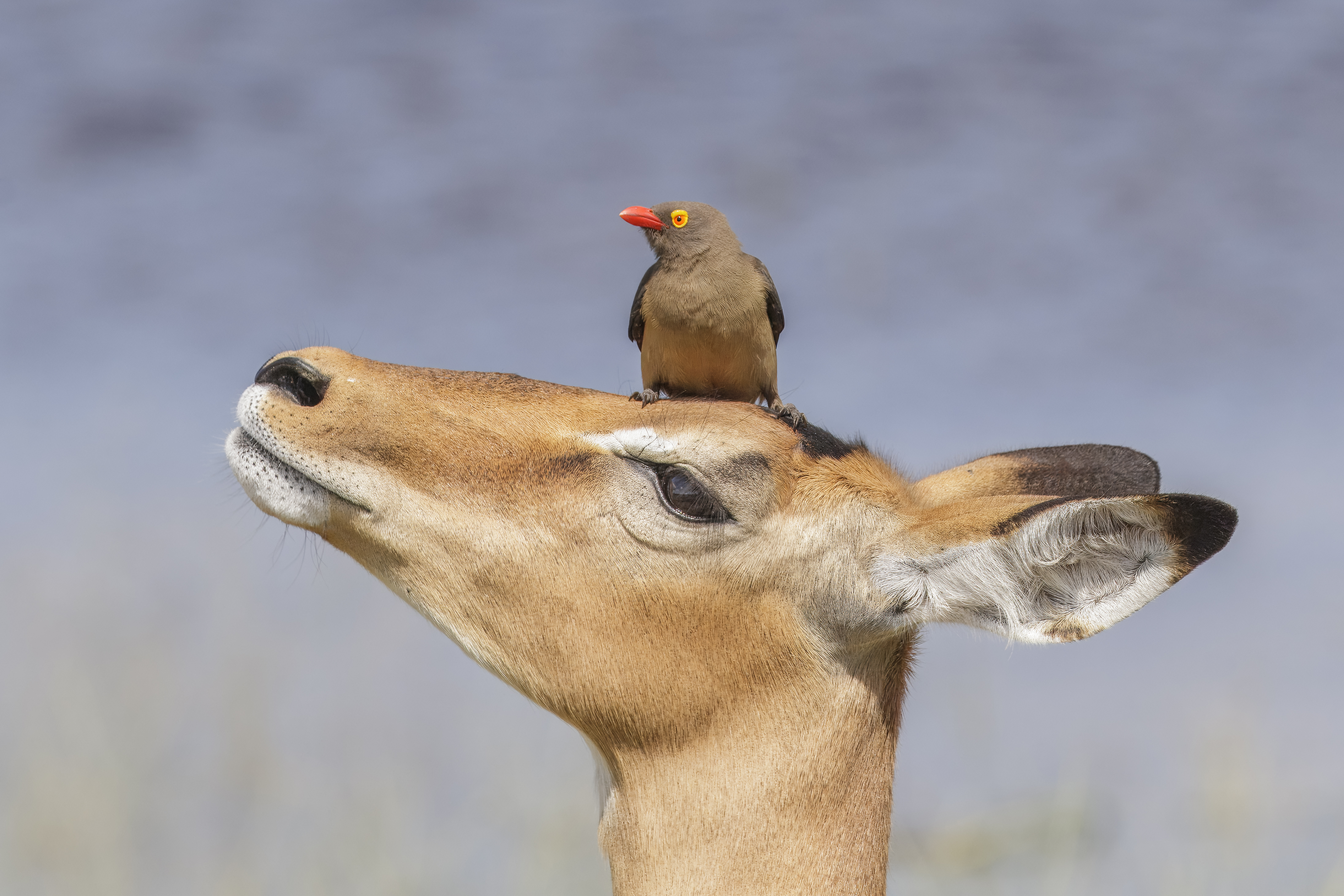

繁殖：紅嘴牛椋鳥是季節性繁殖的鳥類，築巢於3~5月和10~12月，在肯亞則於5~7月份繁殖。